# Râul Oronte
Râul Oronte (din greaca veche Ὀρόντης, Oróntēs) sau Asi (în arabă العاصي, al-'Āṣī, AFI: [alʕaːsʕiː]; în turcă Asi) este un râu lung de 571 kilometri (355 mi) în Asia de Vest care începe în Liban, curgând spre nord prin Siria înainte de a intra în Marea Mediterană lângă Samandağ în Turcia.
Fiind principalul râu al Levantului de nord, Oronte a fost locul mai multor bătălii majore. Printre cele mai importante orașe de pe râu se numără Homs, Hama, Jisr al-Shughur, și Antakya (antica Antiohia, care a fost, de asemenea, cunoscută sub numele de „Antiohia pe Oronți”).

## Nume
În secolul al IX-lea î.Hr., asirienii antici se refereau la râu ca Arantu, iar egiptenii din apropiere l-au numit Araunti. Etimologia numelui este necunoscută, cu toate acestea, unele surse indică faptul că ar putea fi derivat din Arnt care înseamnă „leoaică” în limba siriacă;  alții au numit-o Alimas, o „zeiță a apei” în aramaică.Cu toate acestea, Arantu a devenit treptat „Orontes” în limba greacă.
În poemul epic grecesc Dionysiaca (circa 400 d.Hr.), se spune că râul a fost numit după Orontes, un lider militar indian care s-a sinucis și a căzut în râu după ce a pierdut în fața lui Dionisos într-o singură luptă. Potrivit geografului grec Strabo (în Geographica,circa 20 e.n.), râul a fost inițial numit Typhon, deoarece se spunea că Zeus l-a lovit pe dragonul Typhon din cer cu tunete, iar râul se formase acolo unde corpul lui Typhon căzuse; cu toate acestea, râul a fost redenumit mai târziu Orontes atunci când un om pe nume Orontes a construit un pod pe el.
În schimb, coloniști macedoneni în Apamea au numit-o Axius, după un zeu macedonean. Numele în arabă العاصي (al-'Āṣī) este derivat din vechiul Axius.  Cuvântul înseamnă întâmplător „insubordinate” în arabă, pe care etimologia populară o atribuie faptului că râul curge de la sud la nord, spre deosebire de restul râurilor din regiune.
Partea râului care curge de la Lacul Homs la Homs este cunoscută sub numele de al-Mimas, după sanctuarul din Deir Mimas situat acolo în cinstea Sfintei Mamas.

## Date hidrografice
Oronte are o diferență de nivel de la izvor la vărsare de 910 m și un bazin hidrografic de 23.000 km². Aflueții lui principali sunt Afrin și Kara Su. Își are izvorul în Valea Bekaa (34°11′49″N 36°21′9″E / 34.19694°N 36.35250°E), iar gura de vărsare în Marea Mediterană lângă Samandağ (36°2′43″N 35°57′49″E / 36.04528°N 35.96361°E).